# アルフレート・ボスコフスキー
アルフレート・ボスコフスキー（Alfred Boskovsky, 1913年2月9日 ウィーン - 1990年7月2日 同）は、ウィーン・フィルハーモニー管弦楽団のクラリネット奏者。兄は、同じくウィーン・フィルハーモニー管弦楽団のコンサートマスターで指揮者のヴィリー・ボスコフスキー。

## 経歴
クラリネットをレオポルド・ウラッハに学んだ。その後ウィーン・フィルに入団する。後にウラッハの後を受け首席クラリネット奏者に就任する。
兄ヴィリーと1948年にウィーン八重奏団を結成、ヨーロッパ各地で演奏した。また母校のウィーン国立音楽アカデミーで後進の指導にもあたった。
ウィーン・フィルの事務局長時代にはデッカ・レコードとの録音契約を結ぶべく多大な尽力を行った。　　　

## 録音
録音はデッカに、モーツァルト、ベートーヴェン、シューベルト、ブラームスなどの室内楽を数多く残している。